# Гирлянда
Гирлянда е декоративна верижка, изработена от цветя, листа, плодове, хартия или други материали, която се закачва по празнични поводи, например като декорация на стая или маса, на коледна елха или около врата на човек. В Индия и други части на Азия цветните гирлянди служат като празничен дар при посещение на храмове, при сватби, на Нова година и т. н. Гирляндите могат да бъдат подредени една до друга или да се припокриват; краищата обикновено висят свободно.
Гирлянди се използват също в архитектурата. Когато гирляндата се използва като по-обемно, стилизирано архитектурно украшение, се говори за фестон.

## Етимология
Думата идва от френската дума „Guirlande“ и италианската „Ghirlanda“, означаващи плитка и навлиза в българския през руския.

## Архитектура
Гирляндите се срещат върху древни релефи, особено през елинистичния и римския период. По време на италианския Ренесанс гирляндите са включени в гротескни композиции. В стиловете на класицизма и барока те са били използвани в архитектурния ордер: ред гирлянди бил разделян от вертикални елементи под формата на антични факли или кръгли розети.
Гирлянди се правят още от древни времена. През 2006 г. в египетската Долина на царете, в саркофазите на гробниците, били намерени цветни гирлянди с вплетени златни нишки.
Гирляндите били особено широко разпространени през периодите на френското регентство и стила рококо. Гирляндите били използвани за украса на мъжки и дамски костюми, в рамките на рисунки и гравюри те били комбинирани с картуши.

## Галерия

### Гирлянди
- Рамка на входна врата, украсена с гирлянда
- Гирлянда на коледна елха
- Гирлянди от лампички във Виена, (Нова година 2010 г.)
- Украса на фолклорния фестивал в Монкарапачо, Португалия

### Фестони
- Нарисувани фестони
- Фестон на класическа фасада
- Фестон в Пантеона в Париж